# Крюково (городской округ Истра)
Крюково — деревня в Истринском районе Московской области, входит в состав Ивановского сельского поселения. Население — 36 чел. (2010).
Из деревни Лужки в Крюково ведет асфальтированная дорога длиной 2—3 километра. Из поселка Павловское (Истринский район) также можно проехать в Крюково по асфальтированной дороге. Из Крюково на железнодорожную станцию Снегири ведет просёлочная дорога.

Деревня Крюково.
Деревенский магазин.

## Население
| 2002 | 2006 | 2010 |
| ---- | ---- | ---- |
| 11   | →11  | ↗36  |